# Planta hemitrepadora

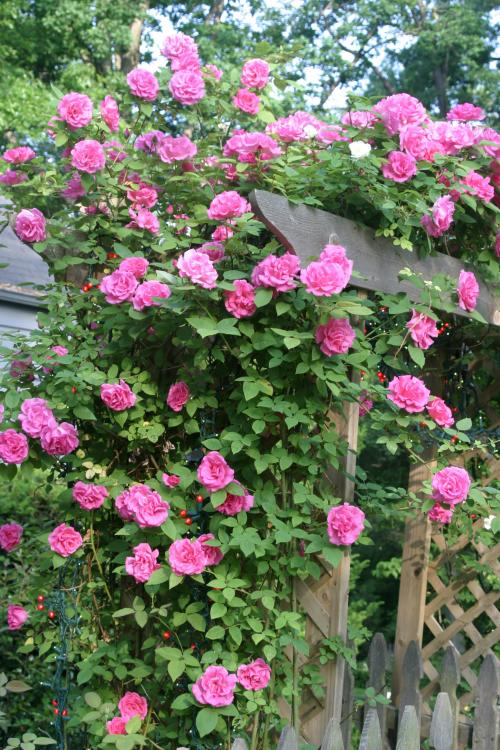
Roseira, uma planta lenhosa semitrepadora ou apoiante.

Planta hemitrepadora (também «semitrepadora», «apoiante», «arbusto trepador» ou «arbusto rampante») é a designação usada em botânica e jardinagem para descrever o hábito das plantas lenhosas arbustivas que germinam no sub-bosque e parasitam mecanicamente as árvores que as rodeiam apenas depois de terem atingido o dossel florestal. Após a germinação, os seus ramos iniciam a vida de forma erecta e lenhosa e à medida que se elongam ganham peso até que finalmente se apoiam nos ramos que as rodeiam, entre os quais se mantêm entrelaçados com a ajuda das suas folhas, inflorescências, ramificações ou espinhos.

## Descrição
Apresentam este hábito os arbustos designados por arbustos trepadores, como algumas variedades de rosas expansivas (não compactas) conhecidas por roseiras trepadoras, que entrelaçam os seus ramos e se fixam ao dossel com a ajuda dos seus espinhos. Outros exemplos são as palmeiras trepadoras de espique delgado, como as ratan, que entrelaçam as suas folhas e inflorescências nas copas das árvores. Algumas espécies podem ser denominadas semiapoiantes (como as espécies de Jasminum).
Entre muitos outros grupos taxonómicos, possuem variedades apoiantes:
- As roseiras (género Rosa);
- As palmeiras trepadoras (especialmente as da subfamília Calamoideae da familia Arecaceae),[5] como as produtoras de ráfia;
- As espécies do género Monstera, que como quase todas as aráceas se fixam por raízes adventícias que penetram nas reentrências do hospedadeiro e se cimentam a ele, que apesar de não ter crescimento secundário adquire carácter semilenhoso ao finalizar o crescimento primário;
- Os "bambus trepadores" (Bambusoideae da família Poaceae);
- Griselinia e outros membros da família Cornaceae;
- Philesia magellanica[3] (coicopihue, copihue chilote, copihuelo ou coicopiu);
- Akebia quinata;[3]
- Mitraria coccinea;[3]
- Beloperone guttata.[3]

## Galeria

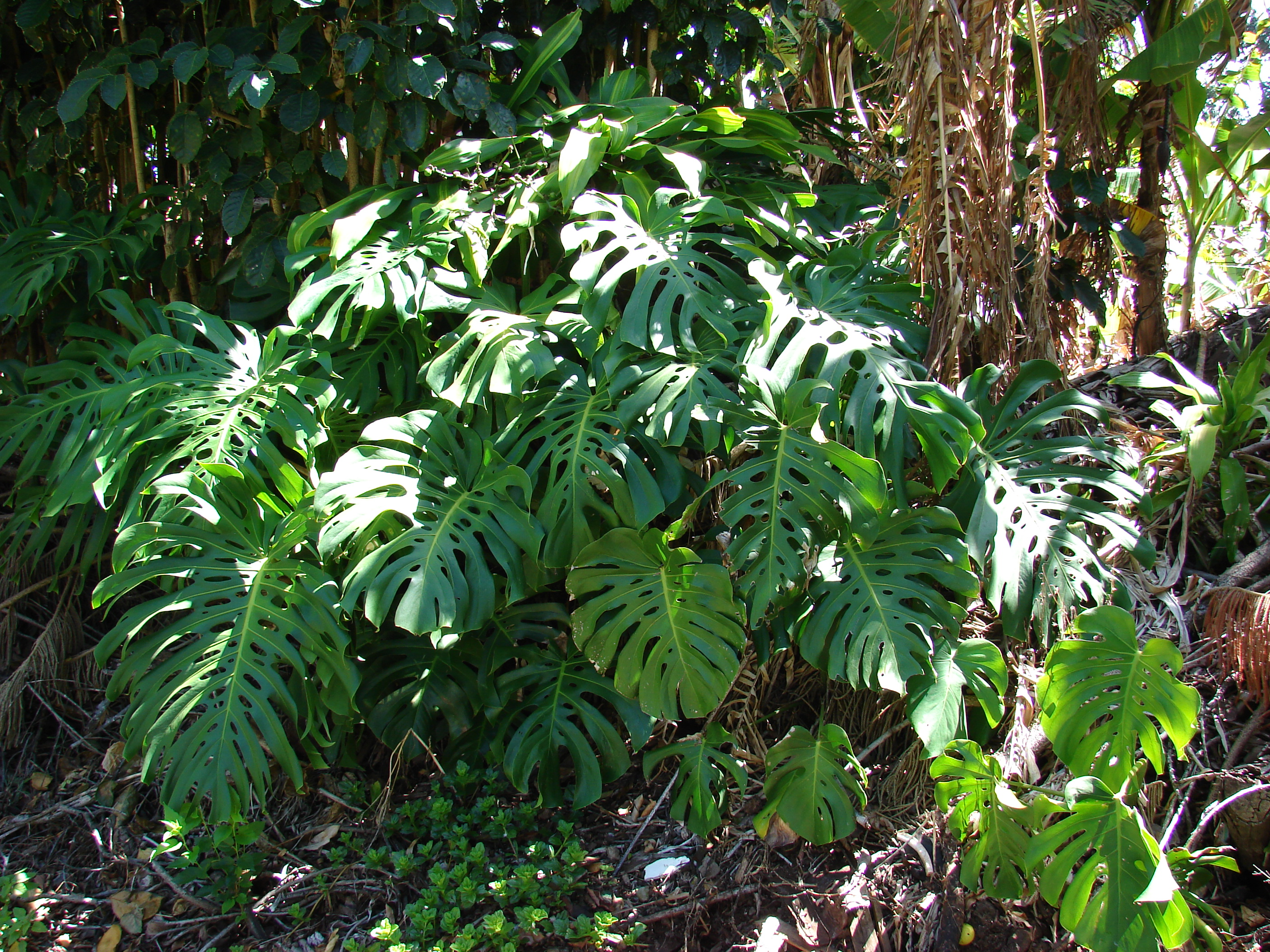
Monstera. género de plantas que se deve classificar como apoiantes.
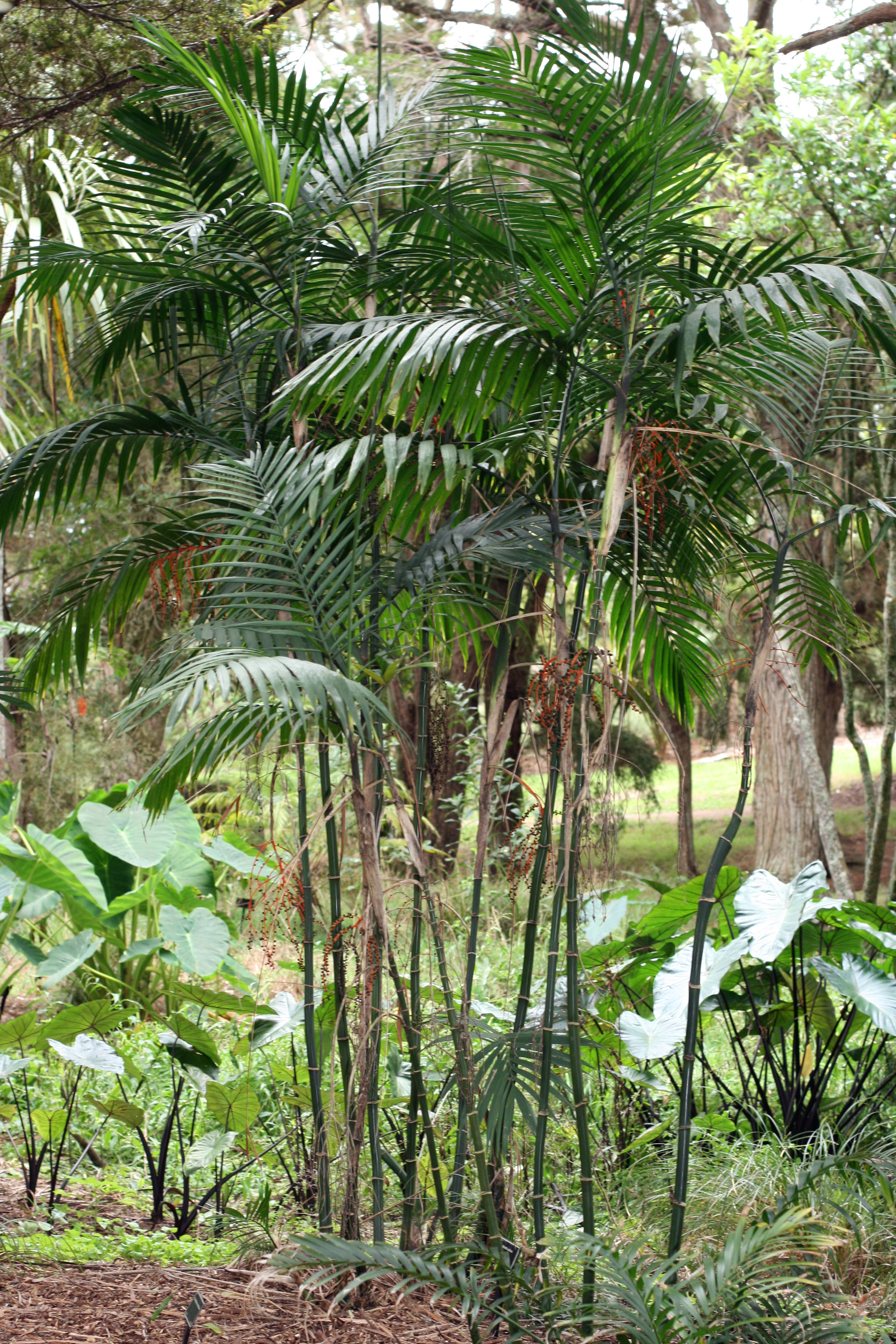
Uma "palmeira trepadora", Chamaedorea costaricana.
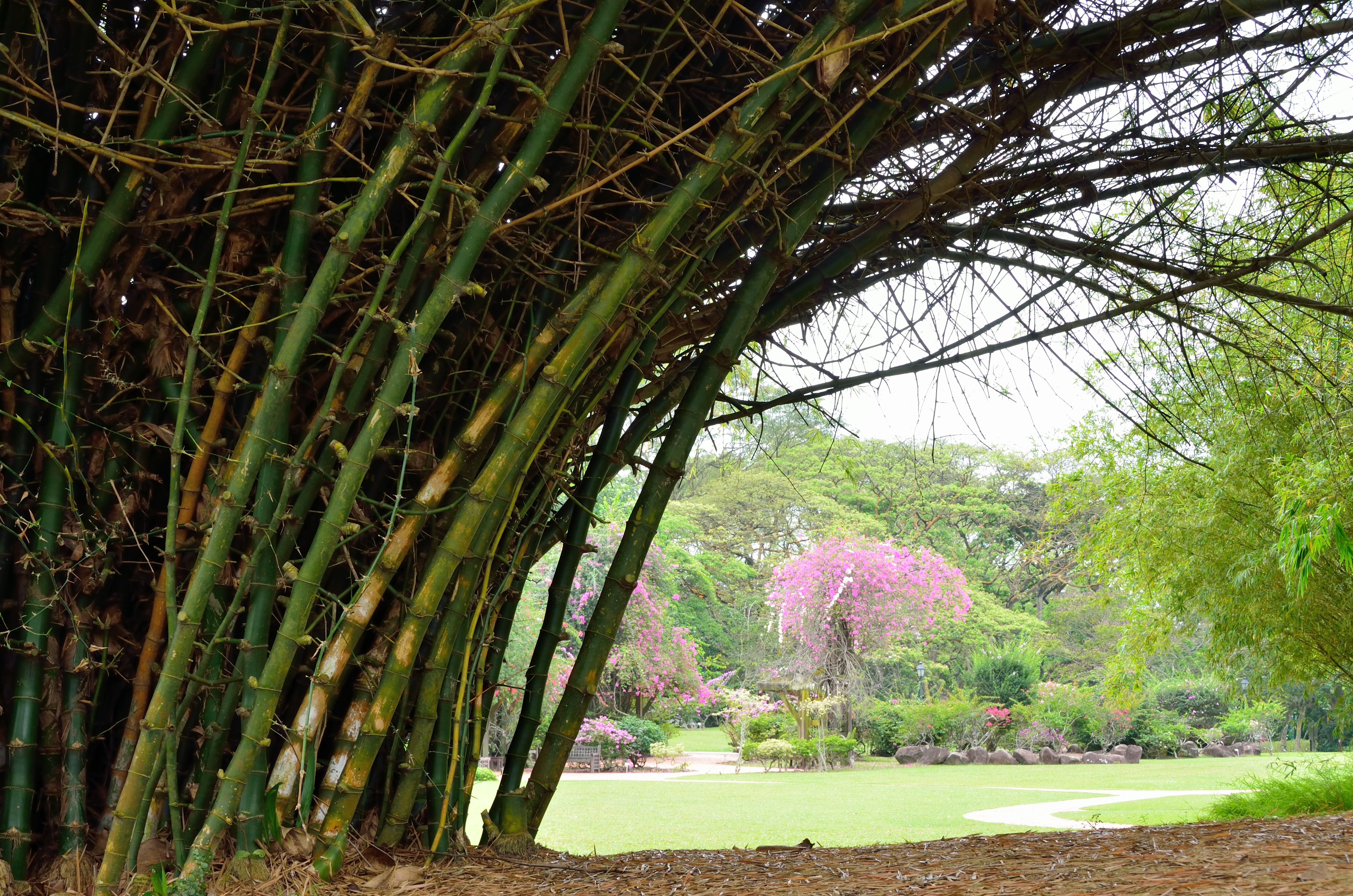
Bambusa bambos, una espécie apoiante, criada num bambusetum.